# Raffaele Cutolo
Pour les articles homonymes, voir Cutolo.
Raffaele Cutolo dit « Le Professeur » – 'o Professore en napolitain – né le 20 décembre 1941 à Ottaviano et mort le 17 février 2021 à Parme, est un ancien chef mafieux italien, ancien parrain de la Camorra, la mafia napolitaine, chef camorriste actif à partir de 1970, créateur et fondateur de l'organisation criminelle mafieuse « Nuova Camorra Organizzata » (NCO) ou CR (Camorra Réformée).

## Biographie
Raffaele Cutolo est né à Ottaviano, une ville près de Naples (Italie), le 20 décembre 1941. Il commet son premier homicide volontaire en 1963 à l'âge de 21 ans, afin de laver l'honneur de sa sœur qui avait été harcelée et importunée dans la rue. Il est incarcéré pour effectuer la peine de 24 ans en prison. En octobre 1974, le jour de Saint Raphaël, il fonde la Nuova Camorra Organizzata (NCO) une organisation structurée et hiérarchique, inspiré dans la Cosa nostra et de la 'Ndrangheta. En ce qui concerne Ndrangheta, Cutolo s'allie avec le patron, Paolo De Stefano et en effet, Cutolo fait une faveur à De Stefano avec l'assassinat de le patron Domenico Tripodo dans sa prison de Poggioreale. En 1977, Cutolo est aidé par des psychiatres corrompus pour s'éviter la prison, feignant la folie il est envoyé dans un hôpital psychiatrique dans laquelle il s'evade en février 1978. 15 mois après, en mai 1979 était nouvellement arrêté et incarcéré dans la prison de Poggioreale.

### Des années 1980 à aujourd'hui
Sa volonté de réunir tous les clans mafieux de la Campanie sous l'autorité d'un seul parrain, en s'inspirant notamment de la Cosa Nostra et de son organisation pyramidale, provoque une sanglante guerre des clans : 295 personnes sont assassinées en 1981, 273 en 1982 et 290 en 1983. Parmi les hommes assassinés par Cutolo figurent les frères de Mario Fabbrocino, Carmine Alfieri et Pasquale Galasso. Les 3 camorristes se vengent de Cutolo en faisant décimer son organisation, la NCO, en 1983 avec les assassinats de son financier Alfonso Rosanova, de son bras droit Vincenzo Casillo et de son fils aîné Roberto, 28 ans, en décembre 1990 par les tueurs de Mario Fabbrocino, en représailles pour le meurtre de son frère Francesco.
Il est condamné à plusieurs peines de prison à vie mais il affirme aux magistrats que son bras droit, Vincenzo Casillo, travaillait pour le SISMI depuis 1978.
Raffaele Cutolo joue un rôle central lors des négociations pour la libération du démocrate-chrétien Ciro Cirillo (it), enlevé en avril 1981 par les Brigades rouges (BR). L'agent du SISMI, Francesco Pazienza, est l'un des intermédiaires centraux entre les groupes de la démocratie chrétiene négociant pour la libération de Cirillo, un notable local de la DC, et Cutolo. Grâces à ces négociations, Cirillo est finalement libéré en juillet, 3 mois après son enlèvement. En échange de cette libération, Cutolo réclame certaines conditions comme : finir les opérations anti-camorra, donner un traitement plus doux aux prisonniers camorristes[pas clair][Lesquelles ?] et bien sûr, sortir lui-même de prison quelque jour. Mais en avril 1982, le président de la République Italienne, Sandro Pertini, demande son transfert à la prison de Asinara, l'une de les prisons plus dur de l'Italie, pour fermer ses activités criminelles.
Il entretient des rapports étroits avec une partie du monde politique et des services secrets, obtenant par exemple d’importants contrats lors de la reconstruction d’Irpinia à la suite du séisme du 23 novembre 1980 en Irpinia. Ces contrats furent attribués à des entreprises contrôlées par la mafia. Semaines après du seisme, Raffaele Cutolo ordonne l'assassinat de Marcello Torre, le maire de Pagani, une ville près de Salerne, pour son opposition à ces contrats.
À la suite de l'assassinat de son fils aîné Roberto Cutolo, il demande à pouvoir avoir un enfant avec sa compagne par insémination artificielle. Ce que la justice italienne fini par accepter. Le 31 octobre 2007, Cutolo devient père.
Le 20 mai 2008, la mère de sa femme Immacolata, Pasqualina Alaia, 78 ans, est violemment assassinée à coups de marteau à Ottaviano.
Raffaele Cutolo meurt le 17 février 2021 à l'hôpital militaire de Parme à l'âge de 79 ans après avoir été incarcéré pendant 57 ans sous le régime 41bis (it) spécifiquement créé pour les chefs mafieux des cinq organisations criminelles mafieuses italiennes.

### Films
- 1986: Le Maître de la camorra (Il camorrista), de Giuseppe Tornatore